# Barcelona (Album)
Barcelona ist ein 1988 veröffentlichtes Album von Freddie Mercury, dem Leadsänger der britischen Rockgruppe Queen, und der spanischen Opernsängerin Montserrat Caballé. Es ist Mercurys zweites und zugleich letztes unabhängig von Queen eingespielte Album. Benannt ist es nach dem 1987 als Single erschienenen Titelsong Barcelona. Während der Olympischen Sommerspiele 1992, ein halbes Jahr nach Mercurys Tod, wurde das Album mit einem anderen Cover erneut herausgebracht. Diese Neuauflage erwies sich als kommerziell erfolgreicher als die ursprüngliche Ausgabe. Als Einzel-CD wird das Album in Europa nicht mehr neu aufgelegt. Im Jahr 2000 erschien es als Teil der Freddie-Mercury-Boxsets The Solo Collection beziehungsweise Solo.
Zum 25. Jubiläum erschien am 3. September 2012 "Barcelona – The Special Edition". Für diese Edition wurde das Album vollständig mit einem Orchester, den Prager Philharmonikern, unter der Anleitung von Stuart Morley vollständig neu aufgenommen, nachdem das Original-Album überwiegend mit Samples und Synthesizern eingespielt worden war.

## Vorgeschichte
Mercury, der sich immer sehr für Klassische Musik und Oper interessiert hatte, besuchte im Jahr 1981 das Londoner Royal Opera House, vor allem um sich Luciano Pavarotti in dem Stück Un ballo in maschera von dem italienischen Komponisten Giuseppe Verdi anzuschauen.
Caballé sang die weibliche Hauptrolle Amalia in dieser Aufführung. Nach dem Konzert war Mercury von der spanischen Opernsängerin begeistert; sowohl ihre Stimme als auch ihr Auftreten hatten ihn fasziniert. Daraufhin kaufte sich der britische Rockstar einige Platten von Montserrat Caballé.
Als Mercury 1986 in einer spanischen Radiosendung gefragt wurde, welche Stimme ihn am meisten faszinierte, sagte er überraschend: „Montserrat Caballé“. Caballé hatte genau dieses Interview mitverfolgt, und daraufhin setzte sich ihr Bruder – gleichzeitig ihr Manager – mit Mercurys Manager Jim Beach in Verbindung, um vorzuschlagen, für die Olympischen Sommerspiele 1992 in Barcelona einen klassischen Themen-Song aufzunehmen. Mercury nahm das Angebot an.
Mercury wurde damit beauftragt, mit Unterstützung von Mike Moran einige Stücke zu schreiben, sie als Demo aufzunehmen und sie dann in einem folgenden Treffen Caballé zu präsentieren.
Als die ersten Stücke ansatzweise fertig waren, trafen sich Mercury und Caballé in einem Hotel in Barcelona, um sich kennenzulernen und die neu komponierten Stücke anzuhören. Die Songs waren in diesem Moment noch in einem sehr frühen Stadium; keiner wusste zum Beispiel, welche Melodie denn nun zu einer Eröffnungshymne für die Olympischen Sommerspiele 1992 in Barcelona benutzt werden könnte. Man wusste nur, dass der Song "Barcelona" heißen sollte. Nachdem sich Caballé die Demos alle angehört hatte, und ihre Meinung über jedes einzelne ausgedrückt hatte, schlug Mercury ihr vor, direkt ein Album zu machen. Caballé stimmte zu.
Mercury schrieb die Stücke. Als Caballé kurz darauf in London ein Konzert gab, das sich Mercury im Publikum anschauen wollte, rief sie ihn spontan auf die Bühne und sie führten zusammen Exercises In Free Love (später Ensueño) auf, ein Stück, welches Cabellé zu Mercurys Überraschung sehr gut einstudiert hatte. So erfuhr die Öffentlichkeit von dem Projekt. Nach diesem Konzert besuchte Caballé Mercury zu Hause, in der Garden Lodge. Die beiden verstanden sich prächtig und arbeiteten zusammen in einer Nacht viele ihrer Songs weiter aus.
Mercury schrieb weitere Stücke und perfektionierte die vorhandenen. Für Ensueño bat er Caballé, den Text beizusteuern.

## Die Aufnahmen
Als alle Stücke fertig ausgearbeitet waren, stand Mercury vor dem Problem, dass Caballé für lange Zeit im Voraus verplant war. Es war schwierig, mehr als zwei Tage im Monat zu finden, an denen sie nicht beschäftigt war. Daher nahmen Mercury und Moran die Songs komplett auf (mit seiner Stimme, aber ohne die von Montserrat) und schickte sie dann zu Caballé. Diese hörte sie sich an und fuhr dann an ihren wenigen freien Tagen nach London, um ihre Stimme aufzuzeichnen.
Kurz vor Veröffentlichung des Albums traten Mercury und Caballé bei La Nit anlässlich der Ankunft der olympischen Flagge in Barcelona auf.

## Titelliste
1. Barcelona (Mercury, Moran) – 5:37
2. La Japonaise (Mercury, Moran) – 4:49
3. The Fallen Priest (Mercury, Moran; Rice) – 5:46
4. Ensueño (Mercury, Moran; Caballé) – 4:21
5. The Golden Boy (Mercury, Moran; Rice) – 6:04
6. Guide Me Home (Mercury, Moran) – 2:49
7. How Can I Go On (Mercury, Moran) – 3:51
8. Overture Piccante (Mercury, Moran) – 6:39

Der Titel Barcelona unterscheidet sich durch ein längeres Intro von der 1987 erschienenen (etwa 4:25 Minuten langen) Singlefassung.

## Beschreibung einzelner Titel
Barcelona
Barcelona wurde mit vielen anderen Songs bei der Ankunft der olympischen Flagge im Jahre 1988 von Mercury und Caballe im Playback aufgeführt. Mercury hatte zu dieser Zeit angeblich stimmliche Probleme. Es war geplant, dass beide den Song bei der olympischen Eröffnungszeremonie vier Jahre später aufführen sollten. Mercurys Tod im Jahr 1991 verhinderte dies.
Der Song beschreibt die Verehrung, die Mercury für Caballé empfindet.
Er war der einzige Song, der außerhalb des Vereinigten Königreiches als Single veröffentlicht wurde. Die Single wurde als erster vor dem Erscheinen des Albums 1987 veröffentlicht und noch einmal 1992 nach Mercurys Tod.
La Japonaise
In diesem Song drückt Freddie Mercury seine Bewunderung für alles Japanische aus. Der Text wurde ins Japanische übersetzt und extra für die beiden Sänger in Lautschrift niedergeschrieben.
Ensueño
Dieser Song, der ursprünglich Exercises in Free Love hieß, wurde von Caballé ins Spanische übersetzt. Dies ist der einzige Song, in der Mercury in seiner natürlichen Stimmlage, dem Bariton, singt.
The Golden Boy
Einer der Gospel-Songs auf dem Album. Er war eine der drei britischen Singleauskopplungen.
Overture Picante
Dieser Song stellt die Ouvertüre des Albums dar – ganz im Stil einer Potpourri-Ouvertüre. So wurden hier die wichtigsten Melodien des Albums (wie normalerweise bei Opern und Operetten üblich) „zusammengemischt“.
How Can I Go On?
Dieser Song entstand unter der Mitwirkung von Freddies Band-Kollegen John Deacon. Er war einer der drei britischen Singleauskopplungen.